# Choral Public Domain Library
Choral Public Domain Library, kurz CPDL, ist eine der größten Sammlungen von Public-Domain-Chorwerken im Internet. Die Sammlung enthält Partituren von 39.287 Werken von 3888 Komponisten (Stand 30. August 2021).
CPDL wurde im Dezember 1998 von dem amerikanischen Kirchenmusiker Rafael Ornes gegründet. Im Jahr 2005 wurde CPDL auf MediaWiki-Software umgestellt und firmiert seither auch als ChoralWiki. Die meisten Notenblätter, die überwiegend als PDF vorliegen, sind gemeinfrei. In Einzelfällen, speziell bei auf CPDL verlinkten Noten anderer Sammlungen, gelten Einschränkungen für die Aufführung. Zu vielen Partituren gibt es auch MIDI-Dateien.